# Diástasis de rectos abdominales

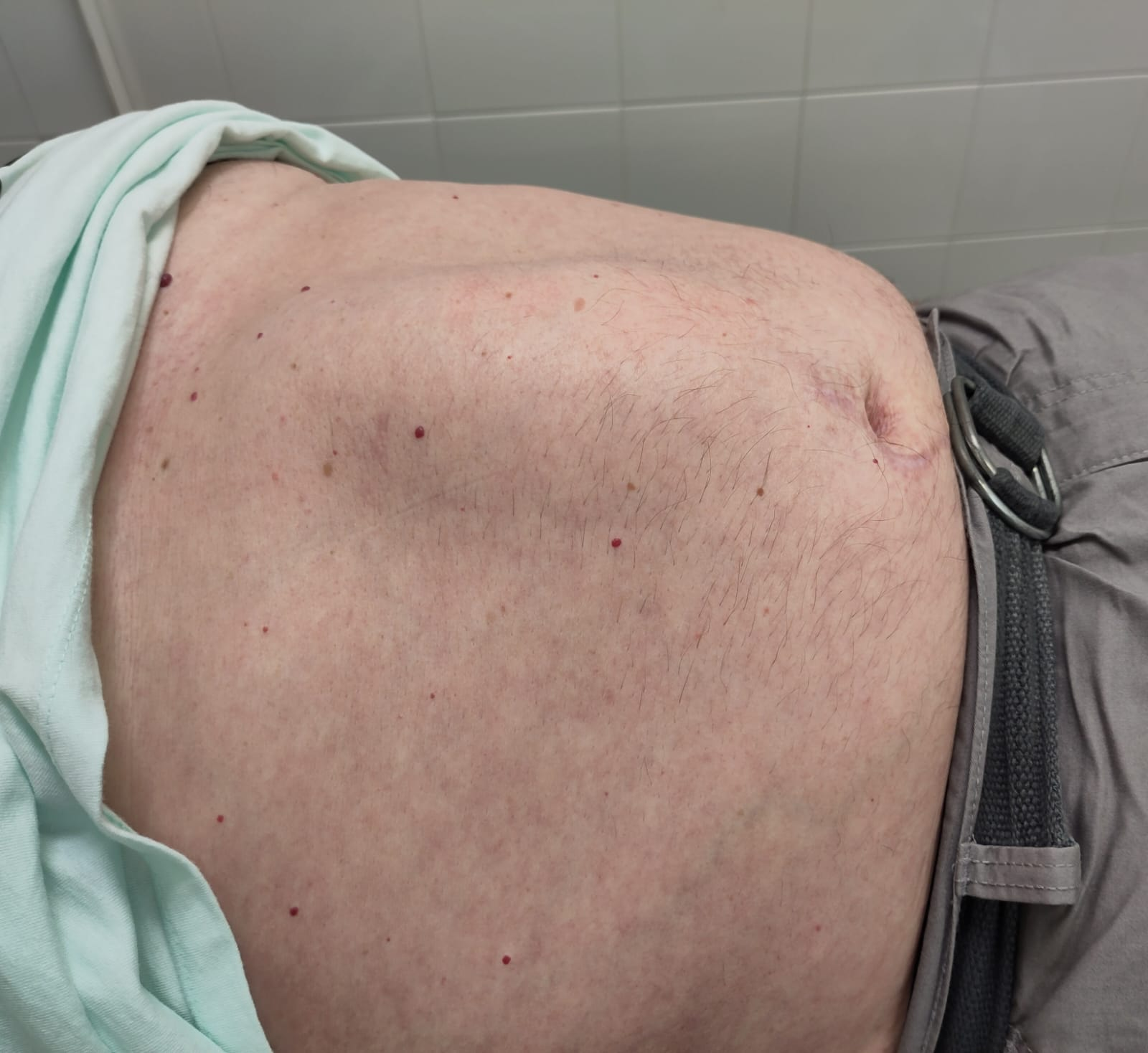
Diástasis de rectos, sobre el ombligo, en hombre de 72 años, protrusión epigástrica al levantar la cabeza.

La diástasis de rectos abdominales, diástasis de rectos o diástasis abdominal es la separación de los músculos rectos del abdomen. Es una de las alteraciones anatómicas que puede llevar a la proyección anterior de la pared abdominal. También se conoce como diastasis recti. Se produce la protrusión de la pared abdominal anterior a nivel de la  línea media como consecuencia del debilitamiento y adelgazamiento de la línea alba.

## Anatomía
El recto del abdomen es el principal músculo vertical de la pared abdominal anterior. Este músculo se origina en la sínfisis y la cresta del pubis, y llega a insertarse a la apófisis xifoides y del quinto al séptimo cartílago costal.
Su principal función es la flexión del tronco. Además se encarga de la compresión de las vísceras del abdomen, en este caso funciona como agonista del diafragma durante la espiración. El recto del abdomen es un músculo antilordosis ya que controla y estabiliza la inclinación de la pelvis.
Su inervación está dada por los nervios toracoabdominales (ramas anteriores de los nervios intercostales inferiores). Las arterias epigástrica superior (rama de la arteria torácica interna) y epigástrica inferior (rama de la arteria iliaca externa) son las encargadas de irrigar este músculo.
Los dos músculos rectos, separados por la línea alba, se extienden unidos en dirección inferior. La mayoría del recto del abdomen está envuelto por la vaina de los rectos, la cual se encuentra formada por la decusación y el entrecruzamiento de las aponeurosis de los músculos planos del abdomen.

## Causas
La diastasis de rectos puede ser causada por una alteración congénita, en la cual la inserción del músculo recto abdominal en los cartílagos costales se lateraliza. Sin embargo, típicamente la diastasis recti es una patología adquirida, que se relaciona con diferentes condiciones como la edad avanzada, aumento de la presión intraabdominal y el postparto.
Un embarazo gemelar es una de las mayores causas de la aparición de la diástasis de rectos, ya que el útero crece demasiado y los músculos no consiguen volver a su sitio correcto, creando esta separación en la línea alba.
Otras causas pueden ser:
- El sobrepeso
- La extra ejercitación de los abdominales: hacer ejercicios abdominales directos puede ayudar a que los músculos se separen.
- Tos crónica: debido a la presión que se ejerce en el abdomen.
- Edad: con la edad los músculos se debilitan.
- Sedentarismo: como hemos indicado antes es importante tener un core ejercitado para que los músculos no se debiliten.
- Estreñimiento: los esfuerzos para ir al baño pueden aumentar la separación de los músculos.
- Una mala cicatrización de una cirugía de cesárea: aunque la cicatriz es horizontal en la piel, la apertura interior se hace de manera vertical y una mala cicatrización puede producir diastasis.

## Patrones

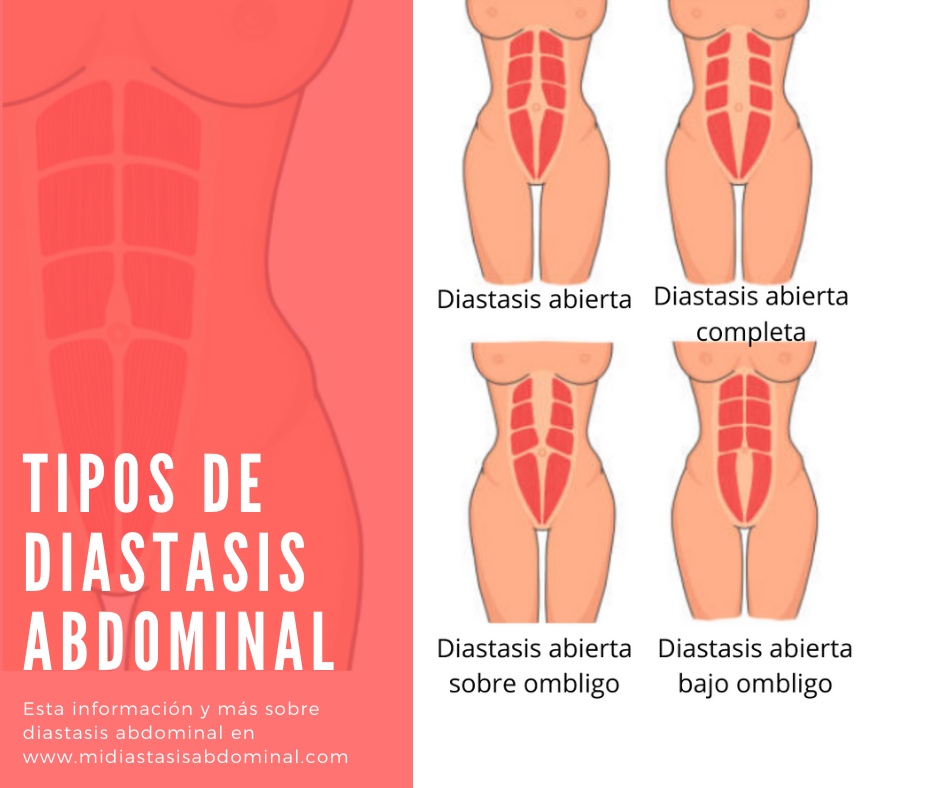
tipos de diastasis

En las mujeres es más común que la diastasis recti se produzca a nivel umbilical, sin  embargo puede extenderse hacia la apófisis xifoides o hacia la sínfisis del pubis. En los varones es más común que se afecte la región supraumbilical, esto debido al aumento intraabdominal del volumen de grasa.

## Diagnóstico
La diastasis recti se puede identificar fácilmente al examen físico. Es visible cuando el paciente realiza la maniobra de Valsalva. Además se pueden palpar los bordes de los  rectos abdominales rígidos secundario a la contracción voluntaria (1). La diastasis de los rectos abdominales no equivale a una hernia ventral, ya que la fascia traversalis se encuentra intacta, no se va a observar el anillo aponeurótico ni el saco herniario por lo tanto no hay hernia. Se pueden utilizar estudios de imagen complementarios como el ultrasonido y la tomografía computarizada.
Una manera fácil de poder determinar si sufrimos diástasis es de la siguiente forma: tumbado boca arriga con las rodillas flexionadas intentamos mirarnos el ombligo o realizar una pequeña abdominal y, en este punto, podemos comprobar cuantos dedos entran en la línea alga. Si entran unos dos dedos y medio ya se puede decir que padecemos diastasis de rectos.

## Tipos de diastasisArchivadoel 14 de agosto de 2020 enWayback Machine.
La separación de los rectos se puede dar en diferentes zonas de nuestro abdomen y tener diferentes grados. (ver imagen)

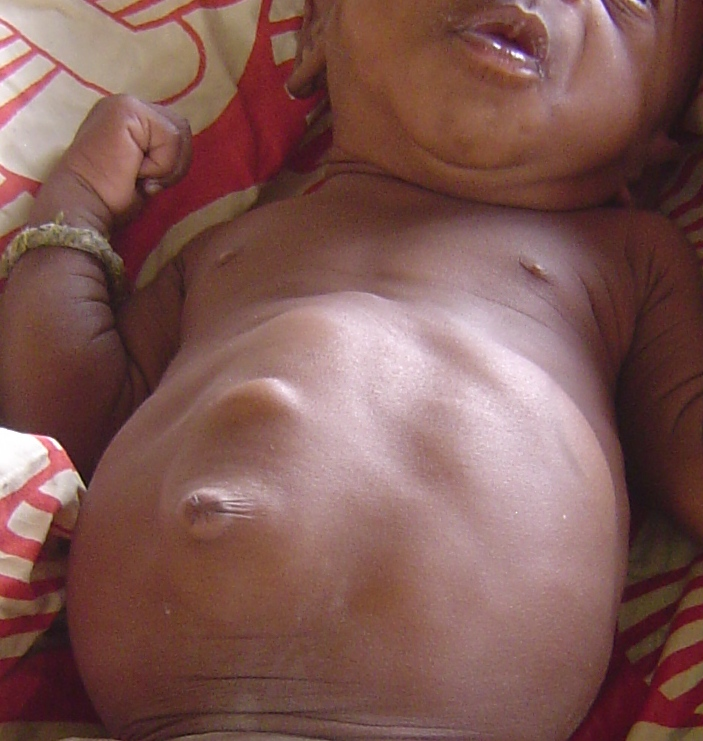
Hernia de línea blanca (Diástasis de rectos abdominales) en un bebé de 3 meses.

## Complicaciones
Esta condición por lo general no produce complicaciones. Además no existe riesgo de estrangulación intestinal.
Es posible que debido al debilitamiento de la línea alba el suelo pélvio también esté debilitado y se pueda producir incontinencia urinaria o prolapso vaginal.

## Tratamiento
“El tratamiento consiste en tranquilizar al paciente y a la familia, comentando la  naturaleza inocua del trastorno”. (Beauchamp et al., 2013, p.1094)
Debido a las pocas complicaciones que presenta esta condición, la cirugía de corrección de rutina no está recomendada e inclusive está contraindicada, excepto en aquellos pacientes  que presentan mucha sintomalogía o por razones estéticas.
Son las razones estéticas las que hacen que especialmente algunas mujeres después del embarazo y como consecuencia de cierta separación o diástasis en su abdomen, aprovechan para mediante una abdominoplastia corregir la separación de los músculos abdominales, a la par que eliminan el exceso de piel y grasa en la zona.
La cirugía consiste en reparar la porción debilitada de la línea alba y realizar una reaproximación de los rectos abdominales o la interposición de una malla sintética en el sitio del defecto. Como alternativa, la colocación de la malla se puede colocar por vía laparoscópica.
Esta patología no debe ser tratada con cirugía, como bien se menciona anteriormente, salvo por fuerza mayor. De este modo podemos hacer referencia a técnicas fisioterápicas activas con las que mejorar el tono de los músculos del abdomen, no así con trabajo directo sobre los rectos, consiguiendo la prevención e incluso la rectificación de la misma, consiguiendo un tono muscular y una sujeción visceral para evitar la apertura de esta estructura lesionada.
Este trabajo, debe estar dirigido en todo momento por un profesional sanitario especializado en la terapia física, que dirigirá todos los parámetros que deben ser controlados en la realización del mismo.

## Ejercicios para corregir la diástasis
Algunos ejercicios que no supongan una presión en la zona abdominal pueden ayudar a "cerrar" la diástasis.
Por ejemplo, los ejercicios hipopresivos son los más recomendados por médicos y fisioterapeutas. Por otro lado, es importante prestar especial atención a otros tipos de entrenamiento que están contraindicados como:
- Abdominales clásicos
- Plancha abdominal
- Saltos a la comba
- Levantamiento de grandes pesos
- Sentadillas completas
- Roll-ups